# جنوب المتوسط
جنوب المتوسط أو جنوب البحر الأبيض المتوسط أو الجنوب المتوسطي أو جنوب الضفة المتوسطية (بالإنجليزية: Southern Mediterranean)‏

 هو مصطلح جغرافي سياسي ثقافي، يشير إلى الدول والسكان والأراضي والمناطق الواقعة إلى ناحية جنوب حوض البحر الأبيض المتوسط، لديها امتداد جغرافي بما يصطلح عليه بمنطقة المينا MENA، بما يعرف ب شمال إفريقيا والشرق الأوسط على طول الساحل في الحنوب المتوسطي إلى حدود مدينة طنجة ومضيق جبل طارق حيث المحيط المحيط الأطلسي وحدود تاريخ العالم القديم الذي كان يرتكز في شق كبير منه في تطور الحضارة الإنسانية على البحر الأبيض المتوسط وبين العالم الجديد حيث المحيط الأطلسي، والذي كان يسمى ببحر الظلمات لامتداده الفسيح وصعوبه الملاحة فيه، وقد أدى تطور وسائل الملاحة إلى فتحه أمام سفن الملاحة، مما أدى إلى اكتشاف العالم الجديد ونهاية عصر تاريخ القرون الوسطى.
تجمع بين دول جنوب حوض المتوسط بعض الروابط الثقافية والتاريخية المتشابكة وتأثيرات سياسية وثقافية متبادلة إلى حد ما، بمعنى آخر يشير المصطلح إلى الدول والشعوب والثقافات التي لها علاقة بدول منطقة جنوب البحر الأبيض المتوسط التي كانت لها تأثيرات عميقة في تطور الحضارة الإنسانية منذ نشأة الزراعة في الهلال الخصيب واختراع الأبجدية وظهور السفن والرحلات التجارية الأولى في أعالي البحار مع الحقبة الفينيقية في الشام والقرطاجية في شمال إفريقيا.

## المناخ
بدأ يعرف جنوب حوض المتوسط مشاكل مناخية جدية منذ العشريات الأخيرة للقرن العشرين ببسبب تفاقم إشكالية الاحتباس الحراري، ويتميز مناخ جنوب البحر الأبيض المتوسط عموما بالحار والجاف صيفا والمعتدل الممطر شتاء.
وأهم المحاصيل في المنطقة هي الحبوب كالشعير والقمح والذرة، علاوة غلى الزيتون، والعنب، والبرتقال، اليوسفي والفلين.

## اللغة والثقافة
تتعدد ثقافات الجنوب المتوسطي، ولكنها ترتبط شعوبها معا بموروث تاريخي قديم جدا، ليس فقط بسبب موقعها الجغرافي الممتد على طول ساحل الجنوب المتوسطي، ولكن هناك أشياء ثثافية مشتركة كثيرة مثل بعض التداخلات العرقية القديمة والمستمرة، والتداخل اللغوي، والثقافي، وفي الأديان القديمة والقرنوسطية وفي العادات، والتقاليد. وتاريخ مشترك في كثير من الحقب والعصور.
تتحدث شعوب المنطقة اللغة العربية في الشرق الأوسط مع حضور بعض اللغات كالكردية والتركية، وفي شمال إفريقيا توجد اللغة العربية والأمازيغية التي هي إرث ثقافي لشمال إفريقيا ويتحدث الشمال إفريقيون في المنطقة المغاربية خصوصا اللهجات المغاربية. كما توجد اللغة القبطية في مصر كلغة شمال إفريقية بامتياز وتعتبر إرثا ثقافيا للشعب المصري.
وفي شرق المتوسط تعتبر الآرمية والكنعانية والسومرية كموروث ثقافي محلي، تهيمن اللغة العربية في العصر الحديث عند شعوب منطقة شرق المتوسط مع وجود اللغة التركية والكردية والفارسية والعبرية والأرمينية وفي قبرص توجد اللغة القبرصية واليونانية والتركية والأرمينية.
اللهجات العامية لشرق البحر الأبيض المتوسط تختلف عن اللهجات العربية الأخرى، أخذت من الآرامية والكنعانيه والتركيه والمصريه الفرعونيه بعض الكلمات والأسماء.

### النقل البحري
يتوفر جنوب النتوسط غلى منفذين تستراتجيين تربط الملاحة البحرية المتوسطية بباقي بحتدار ومحيطات العالم، وهما قناة السويس ومضيق جبل طارق، إذ يعتبر البحر الأبيض المتوسط من طرق النقل البحري المزدحمة في العالم. ويقدر أن ما يقرب من 220,000 سفينة تجارية تحمل أكثر من 100 مليون طن عبر البحر المتوسط كل عام—تعد ثلث الشحن التجارية الكلي في العالم. في كثير من الأحيان تحمل هذه السفن بضائع خطرة، والتي إذا فقدت فستؤدي إلى أضرار جسيمة على البيئة البحرية.
يتم نقل ما يقارب 370,000,000 طن من النفط سنويا في البحر الأبيض المتوسط (أكثر من 20 ٪ من المجموع العالمي)، وتعبر البحر كل يوم حوالي 250 - 300 ناقلة نفط. تحدث حوادث التسرب النفطي كثيرا بمتوسط 10 مرات سنويا. وقد يحدث تسرب نفطي كبير في أي وقت وفي أي جزء من البحر الأبيض المتوسط.